# Metec-TKH Continental Cyclingteam/Saison 2015
Dieser Artikel listet Erfolge und Fahrer des Metec-TKH Continental Cyclingteams in der Saison 2015 auf.

## Erfolge

### Erfolge in der UCI Europe Tour
In den Rennen der Saison 2015 der UCI Europe Tour gelangen die nachstehenden Erfolge.
| Datum      | Rennen                                          | Kat. | Fahrer        |
| ---------- | ----------------------------------------------- | ---- | ------------- |
| 27. März   | 3. Etappe Volta ao Alentejo                     | 2.2  | Johim Ariesen |
| 29. März   | 5. Etappe Volta ao Alentejo                     | 2.2  | Johim Ariesen |
| 19. April  | Profronde van Noord-Holland                     | 1.2  | Johim Ariesen |
| 11. Juni   | 1. Etappe Ronde de l’Oise                       | 2.2  | Johim Ariesen |
| 1. Juli    | 1. Etappe Course de la Solidarité Olympique     | 2.2  | Johim Ariesen |
| 1. Juli    | 2. Etappe Course de la Solidarité Olympique     | 2.2  | Johim Ariesen |
| 3. Juli    | 4. Etappe Course de la Solidarité Olympique     | 2.2  | Johim Ariesen |
| 4. Juli    | 5. Etappe Course de la Solidarité Olympique     | 2.2  | Johim Ariesen |
| 1.–4. Juli | Gesamtwertung Course de la Solidarité Olympique | 2.2  | Johim Ariesen |

## Abgänge – Zugänge
| Zugänge            | Team 2014            | Abgänge             | Team 2015                        |
| ------------------ | -------------------- | ------------------- | -------------------------------- |
| Jasper Hamelink    | Cyclingteam Jo Piels | Peter Koning        | Drapac Professional Cycling      |
| Sjoerd Kouwenhoven | Cyclingteam de Rijke | Jesper Asselman     | Roompot Oranje Peloton           |
| Arno van der Zwet  | Koga Cycling Team    | Sjoerd van Ginneken | Roompot Oranje Peloton           |
| Rick Goeree        | Neoprofi             | Brian van Goethem   | Roompot Oranje Peloton           |
| Stefan Kreder      | Neoprofi             | Jeff Vermeulen      | Cyclingteam Jo Piels             |
| Wouter Leten       | Neoprofi             | Denis Bakker        | Parkhotel Valkenburg Continental |
| Milan Veltman      | Neoprofi             | Bram de Kort        | Unbekannt                        |
|                    |                      | Dennis Smit         | Unbekannt                        |

## Mannschaft
| Name               | Geburtstag        | Nationalität |
| ------------------ | ----------------- | ------------ |
| Johim Ariesen      | 16. März 1988     | Niederlande  |
| Remco te Brake     | 29. November 1988 | Niederlande  |
| Tijmen Eising      | 27. März 1991     | Niederlande  |
| Jarno Gmelich      | 21. Juni 1989     | Niederlande  |
| Niels Goeree       | 17. Januar 1995   | Niederlande  |
| Rick Goeree        | 29. Juli 1994     | Niederlande  |
| Jasper Hamelink    | 12. Januar 1990   | Niederlande  |
| Dries Hollanders   | 31. Juli 1986     | Belgien      |
| Sjoerd Kouwenhoven | 3. November 1990  | Niederlande  |
| Stefan Kreder      | 24. August 1996   | Niederlande  |
| Stef Krul          | 15. Juli 1995     | Niederlande  |
| Wouter Leten       | 11. Januar 1994   | Belgien      |
| Oscar Riesebeek    | 23. Dezember 1992 | Niederlande  |
| Arno van der Zwet  | 7. Mai 1986       | Niederlande  |
| Milan Veltman      | 8. Mai 1996       | Niederlande  |
| Jelle Wolsink      | 11. November 1995 | Niederlande  |